# Perplexia microcephala
Perplexia microcephala là một loài thực vật có hoa trong họ Cúc. Loài này được (Boiss.) Iljin mô tả khoa học đầu tiên năm 1962.